# Jalal Dabagh

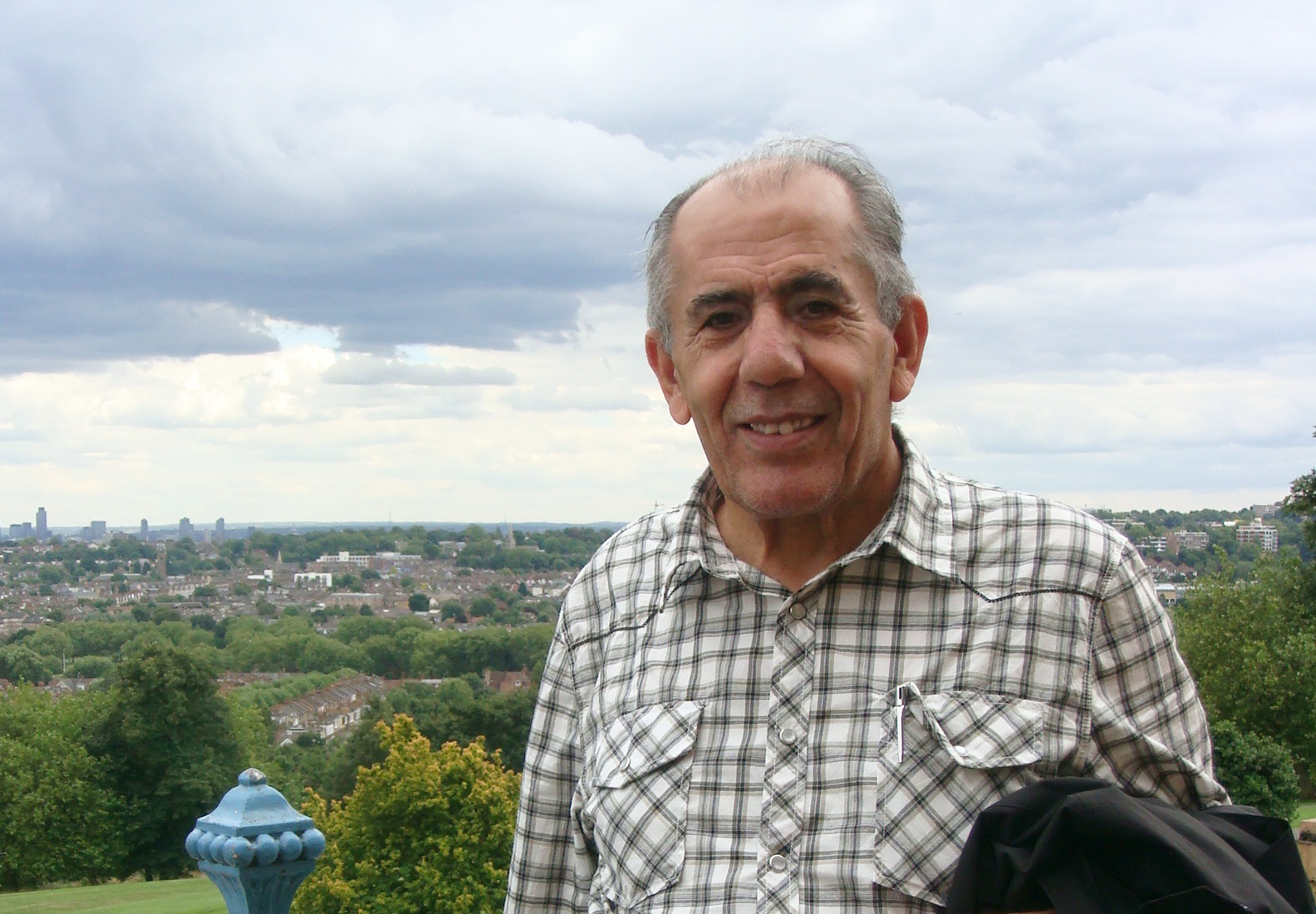
Jalal Dabagh

Jalal Dabagh (Silêmanî, Koerdische Autonome Regio, 12 mei 1939) is een Koerdisch politicus en schrijver-journalist.
Dabagh heeft verschillende boeken geschreven en vertaald, waaronder een Koerdische vertaling van het Manifest van de Communistische Partij. Daarnaast was hij ruim 25 jaar werkzaam als journalist.
- International Standard Name Identifier: 0000 0000 5473 6954
- Library of Congress Control Number: n2005033560
- LIBRIS: 304465
- Virtual International Authority File: 2454666